# Il Grifo
Il Grifo è stata una rivista antologica a fumetti italiana fondata nel 1991 da Mauro Paganelli e diretta da Vincenzo Mollica; ha pubblicato opere di importanti autori di fumetti italiani come Milo Manara, Hugo Pratt, Guido Crepax, Vittorio Giardino, Andrea Pazienza fino al 1995 quando chiuse dopo aver pubblicato 36 numeri.
Sebbene non si esima dal raccogliere contributi critici spesso di alto livello (Omar Calabrese, Beniamino Placido, Carlo Della Corte e altri), Il Grifo si presenta come una sofisticata rivista d'arte che intende far risaltare l'essenza stessa dell'arte nel fumetto. 
Fra i principali sostenitori della rivista ci fu Federico Fellini che collaborò sin dal primo numero pubblicando i disegni dei suoi "Sogni"; sulle pagine della rivista il regista porterà a compimento la sceneggiatura di un film mai realizzato, Il viaggio di G. Mastorna, detto Fernet, disegnata da Milo Manara, che sarà pubblicata nel n. 15 del 1992. Manara (disegni) e Pratt (sceneggiatura) pubblicheranno sulla rivista El Gaucho che comparirà sin dal primo numero.